# Uloborus trifasciatus
Uloborus trifasciatus är en spindelart som beskrevs av Tord Tamerlan Teodor Thorell 1890. Uloborus trifasciatus ingår i släktet Uloborus och familjen krusnätsspindlar. Inga underarter finns listade i Catalogue of Life.